# Vikingarännet

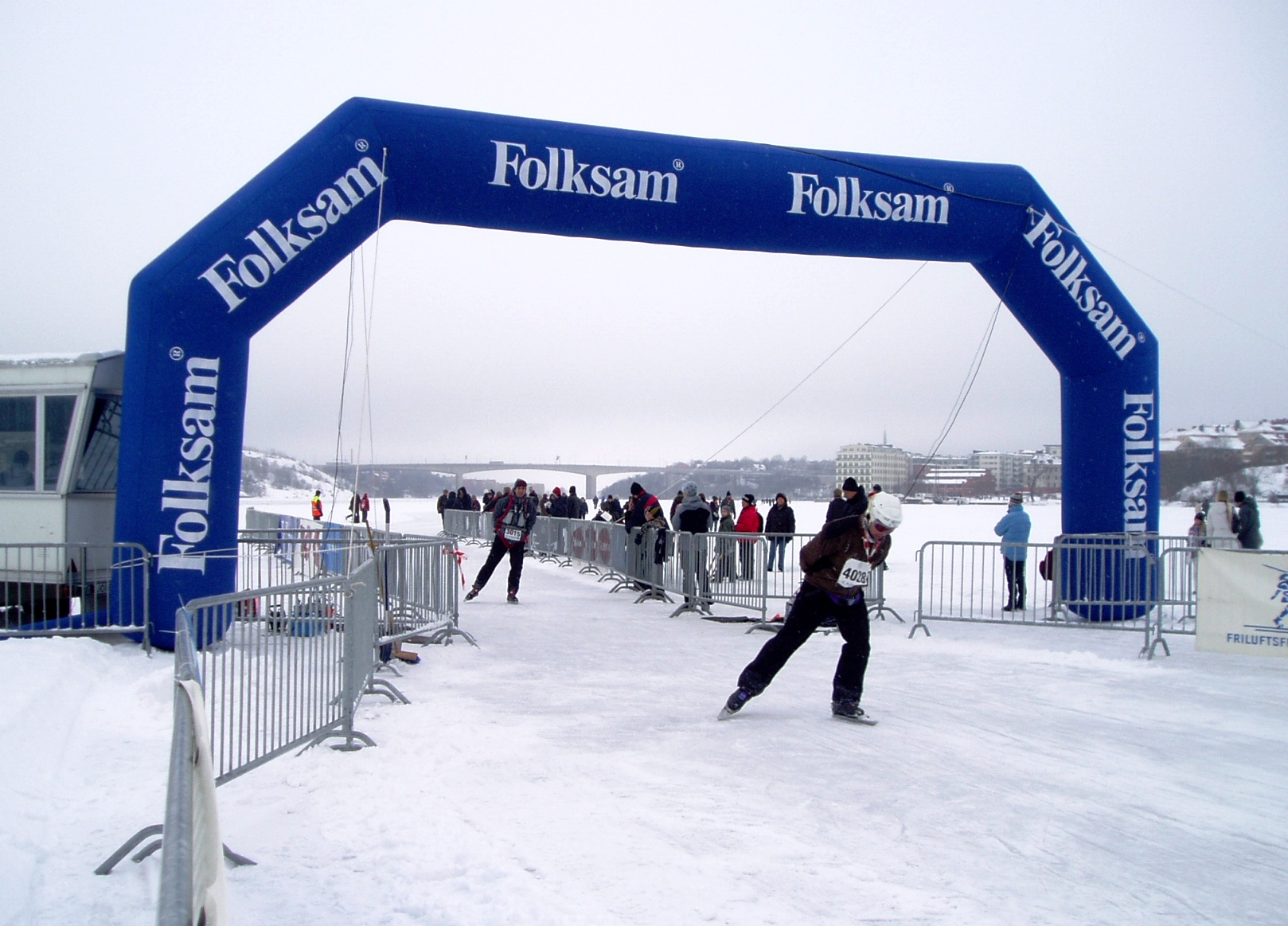
De eindstreep van de Vikingarännet 2010

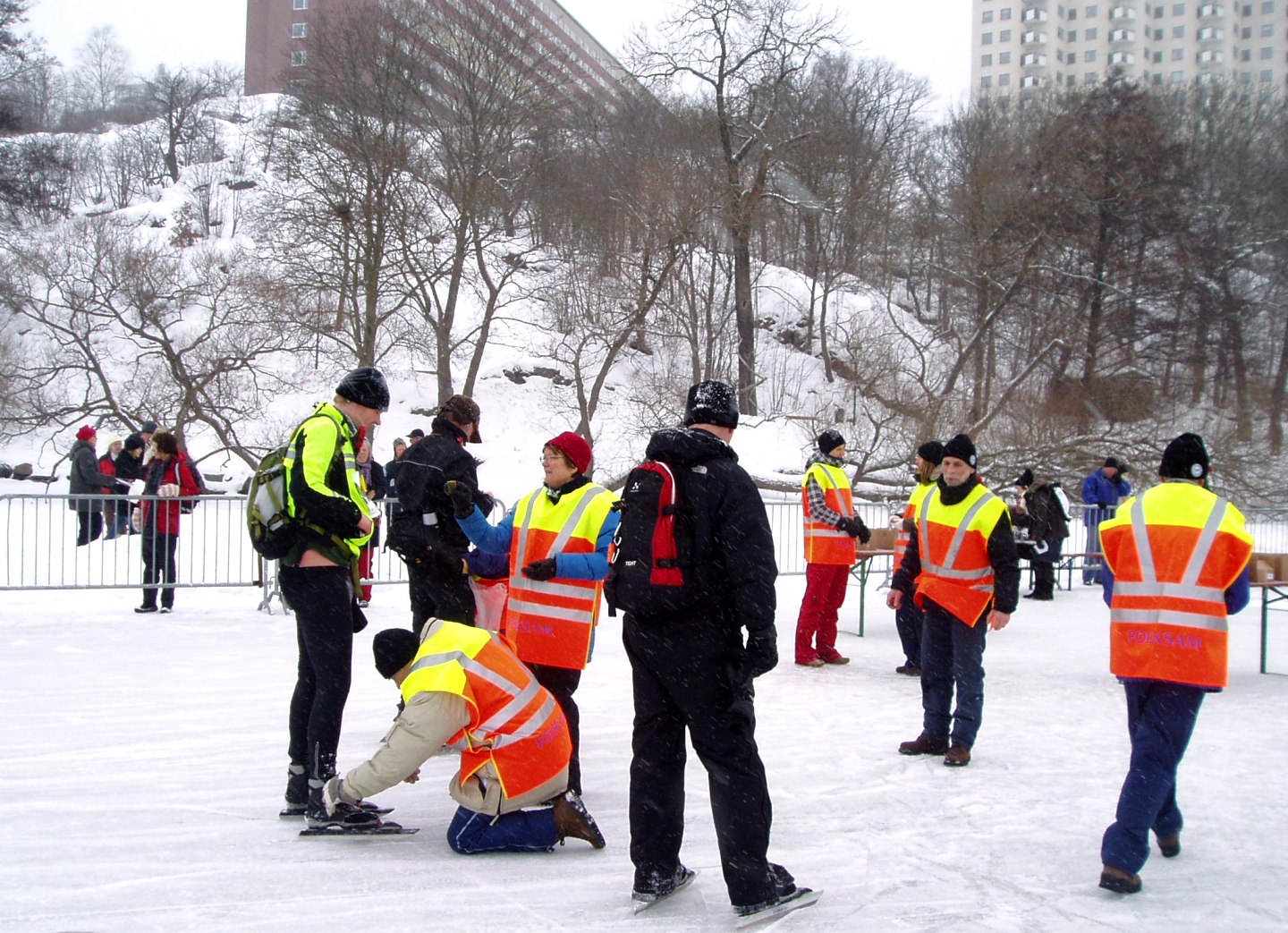
Vrijwilligers en deelnemers in de editie van 2010

Vikingarännet is een marathonschaatswedstrijd die sinds 1999 meestal jaarlijks in februari in Zweden wordt gehouden. De lengte van de race bedraagt zo'n 80 kilometer waarvan delen lopend moeten worden afgelegd.

## Geschiedenis
De eerste editie werd in 1999 gehouden en werd geïnspireerd door de Friese Elfstedentocht. In 2000, 2002, 2008 en 2014 kon de race niet doorgaan vanwege slechte ijsomstandigheden. Oorspronkelijk is de race bedacht als een wedstrijd van de stad Uppsala naar Stockholm, maar door de jaren heen wordt er vaak afgeweken van dit patroon. De start vindt meestal plaats in Skärholmen, een wijk van Stockholm, en de finish is op verschillende plaatsen in de omgeving van Stockholm geweest, waaronder in de wijk Hässelby-Vällingby.

## Resultaten
| Jaar | Datum              | Aantal deelnemers  | Winnaar mannen              | Winnaar vrouwen                |
| ---- | ------------------ | ------------------ | --------------------------- | ------------------------------ |
| 1999 | 13 februari        | 5100               | Hotze Zandstra (2:35)       | Laura Kamminga (3:03)          |
| 2000 | Wedstrijd afgelast | Wedstrijd afgelast | Wedstrijd afgelast          | Wedstrijd afgelast             |
| 2001 | 18 februari        |                    | Martin Kromkamp (2:58)      | Christina Schön (3:40)         |
| 2002 | Wedstrijd afgelast | Wedstrijd afgelast | Wedstrijd afgelast          | Wedstrijd afgelast             |
| 2003 | 19 februari        | 4000               | Johan Håmås (3:09)          | Karoline Palmertz (3:28)       |
| 2004 | 8 februari         |                    | Johan Håmås (2:57)          |                                |
| 2005 | 19 februari        | 1600               | Johan Håmås (2:44)          | Karoline Palmertz (3:13)       |
| 2006 | 19 februari        | 2000               | Johan Håmås (2:45)          | Ulrika Andersson (3:07)        |
| 2007 | 18 februari        | 1800               | Johan Håmås (2:40)          | Karoline Palmertz (3:14)       |
| 2008 | Wedstrijd afgelast | Wedstrijd afgelast | Wedstrijd afgelast          | Wedstrijd afgelast             |
| 2009 | 22 februari        | 3200               | Johan Håmås (2:40)          | Karoline Palmertz (2:55)       |
| 2010 | 14 februari        | 3500               | Sonny Petersson (2:57)      | Karoline Palmertz-Cerne (3:18) |
| 2011 | 23 februari        | 2500               | Sonny Petersson (2:52)      | Eva Lagrange (3:06)            |
| 2012 | 19 februari        | 2500               | Jan Maarten Heideman (3:02) | Eva Lagrange (3:28)            |
| 2013 | 10 februari        |                    | Erben Wennemars (2:35.52)   | Eva Lagrange (2:54.34)         |
| 2014 | Wedstrijd afgelast | Wedstrijd afgelast | Wedstrijd afgelast          | Wedstrijd afgelast             |
| 2015 | Wedstrijd afgelast | Wedstrijd afgelast | Wedstrijd afgelast          | Wedstrijd afgelast             |
| 2016 | 14 februari        | 1700               | Johan Hendriks              | Carla Ketellapper-Zielman      |